# 東大山脈
東大山脈是朝鲜半岛太白山脈的一个支脉，他们沿着韩国的东海岸。山脈的著名山峰包括慶州國立公園里面的吐含山、位于蔚山廣域市的東大山等。源自东大山脈的兄山江支流在山下回合流入日本海（东海）。